# محوطه گلی
محوطه گلی مربوط به سده‌های اولیه دوران‌های تاریخی پس از اسلام است و در شهرستان فراشبند، بخش مرکزی، دهستان آویز، ۵۰۰ متر بعد از روستای تل گلی سمت چپ جاده واقع شده و این اثر در تاریخ ۱۵ دی ۱۳۸۷ با شمارهٔ ثبت ۲۴۲۱۰ به‌عنوان یکی از آثار ملی ایران به ثبت رسیده است.